# Cristiana Corsi
Cristiana Corsi (Roma, 23 aprile 1976 – Roma, 22 febbraio 2016) è stata una taekwondoka italiana.

## Carriera
Ha partecipato a due olimpiadi nella specialità del taekwondo, ottenendo due quinti posti, oltre ad essere stata più volte campionessa italiana ed europea.
Terminata l'attività agonistica è divenuta tecnico federale, assumendo la guida della nazionale cadetti.
È scomparsa nel 2016 all'età di 39 anni dopo una lunga malattia, lasciando il marito Claudio ed il figlio Francesco di 5 anni.

## Palmarès

### Europei di taekwondo
- Oro a Campionati europei di taekwondo 2002
- Bronzo a Campionati europei di taekwondo 2004
- Bronzo a Campionati europei di taekwondo 2008

## Risultati
- Giochi olimpici di Sydney 2000 -  5º posto
- Universiadi estive a Daegu 2003 -   Argento
- Giochi olimpici di Atene 2004 -  5º posto